# Dactylochelifer somalicus
Dactylochelifer somalicus är en spindeldjursart som beskrevs av Lodovico di Caporiacco 1937. Dactylochelifer somalicus ingår i släktet Dactylochelifer och familjen tvåögonklokrypare. Inga underarter finns listade i Catalogue of Life.